# Gimme Gimme
«Gimme Gimme» es una canción grabada por la cantante rumana Inna para su quinto álbum de estudio, Nirvana. Fue lanzada digitalmente como el primer sencillo del disco el 1 de febrero de 2017 por Roton y Global Records. La pista fue escrita por Inna, Breyan Isaac y Elena Luminița Vasile, junto con sus productores Sebastian Barac, Marcel Botezan y David Ciente. «Gimme Gimme» es una canción pop con influencias de la música india, gitana y Bollywood, acompañada por letras románticas «simples pero significativas».
Un video musical de acompañamiento para «Gimme Gimme» fue filmado por Edward Aninaru en octubre de 2016 en San Miguel de Allende, México, y fue subido al canal oficial de Inna en YouTube simultáneamente con el lanzamiento del sencillo. Durante las sesiones de filmación, la cantante estuvo acompañada por un equipo rumano y sudamericano, y tanto John Perez como Khaled Mokhtar se desempeñaron como directores de fotografía. El videoclip muestra a Inna explorando la ciudad, terminando con su aparición en una fiesta por la noche. La canción ha recibido reseñas positivas por parte de los críticos de música, llamándola veraniega y notando su estilo orientado al club. Comercialmente, alcanzó el top 20 en Rumania, Turquía, Francia, Polonia y en la lista Pop del Reino Unido.

## Composición y recepción
La canción fue escrita por Inna, Breyan Isaac y Elena Luminița Vasile, junto con sus productores Sebastian Barac, Marcel Botezan y David Ciente. El portal de música YaBB Music describió «Gimme Gimme» como inspirada en Bollywood, mientras que Jonathan Currinn de Celebmix dio a entender que es «optimista y pegadiza» y «sugiere un sonido de verano para su quinto álbum». Además, escribió que la canción «tiene letras sencillas pero significativas que son románticas y que aún tienen su sonido club contagioso». Raluca Tanasă de InfoMusic etiquetó a «Gimme Gimme» como una pista con influencias de la música india y gitana, y la describió como «algo veraniego».
La propia cantante confesó que la canción es «enérgica y tiene un sonido fresco perfecto para fiestas». Haciendo eco del mismo pensamiento, Urban.ro etiquetó a «Gimme Gimme» como «adecuada para las noches en clubes». El sitio web español Trendecias opinó que la pista «se convertirá en una de esas canciones que las radios no dejarán de reproducir» e invitó a sus lectores a «subir el volumen y disfrutarla». En junio de 2017, el bloguero estadounidense Perez Hilton elogió la pista en una publicación en su blog por ser «el siguiente nivel», diciendo que tenía un gran potencial para convertirse en un éxito en los Estados Unidos. Hilton también compartió la canción en Twitter, donde Inna le agradeció por su apoyo. Además describió a «Gimme Gimme» como una canción pop con un sonido actual.

## Video musical

### Antecedentes y lanzamiento

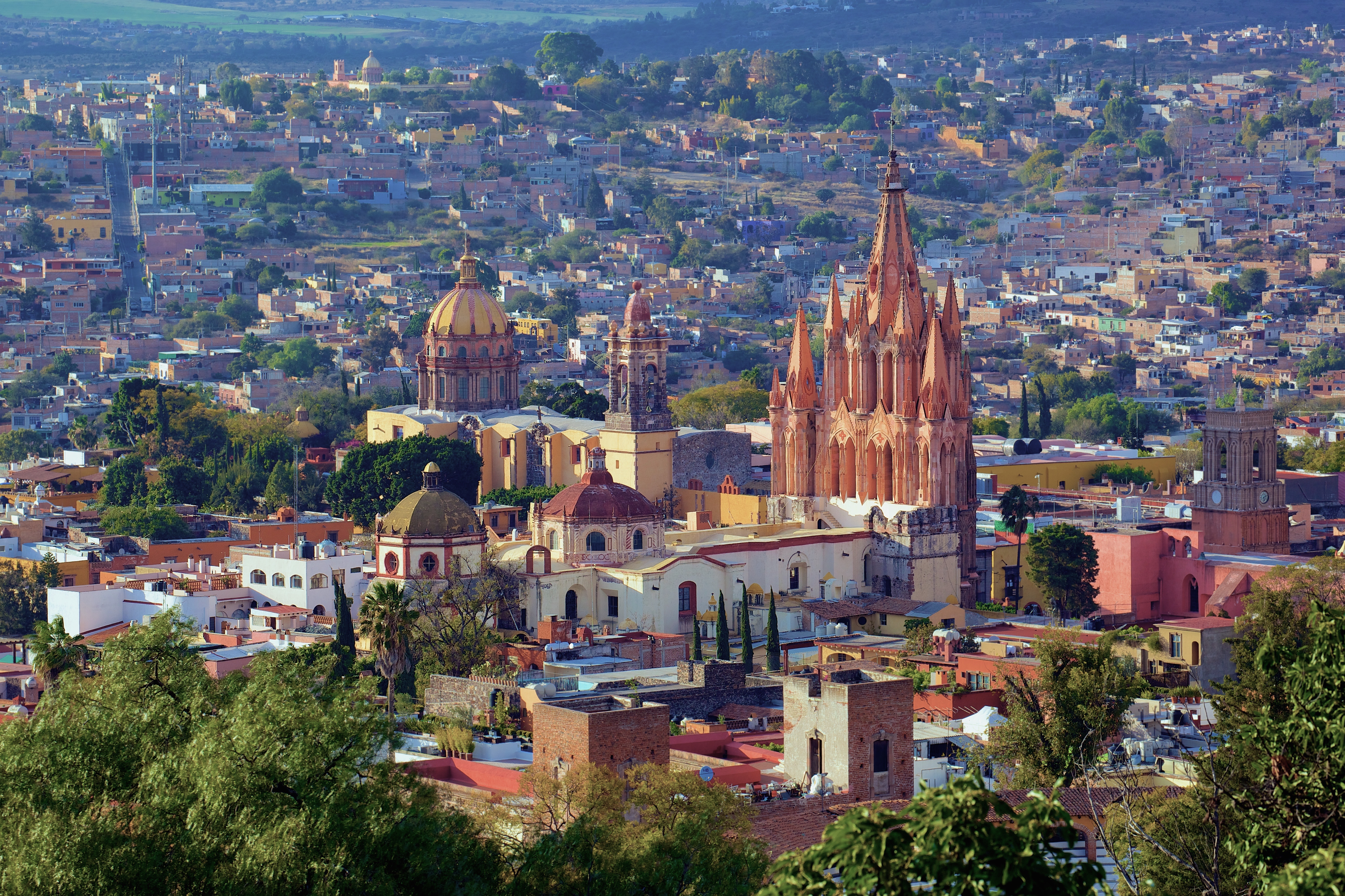
El video musical de «Gimme Gimme» fue filmado en octubre de 2016 por Edward Aninaru en San Miguel de Allende, México (en la imagen).

El 31 de enero de 2017, Inna subió un teaser del video musical de «Gimme Gimme» a su canal de YouTube después de anunciarlo durante un par de meses. Las vistas previas la mostraban junto con varios bailarines de fondo en varios conjuntos. El videoclip fue filmado en octubre de 2016 en San Miguel de Allende, México por Edward Aninaru, y es su segundo video filmado en dicho territorio después de «Bad Boys» (2016). Aninaru había trabajado previamente con Inna en los videos de «Wow» (2012) e «Inndia» (2012). Durante las sesiones de filmación, la cantante estuvo acompañada por un equipo rumano y sudamericano, con John Perez y Khaled Mokhtar como los directores de fotografía.
Cuando fue entrevistada por los periódicos mexicanos en octubre de 2016, ella describió el video como «[con] chicas y chicos muy hermosos que bailarán [con ella] y mostrarán la fuerza del amor en sus vidas, especialmente en [la de ella]». En la misma ocasión, también expresó interés en trabajar con la cantante y actriz española Belinda, y elogió el Día de los Muertos, diciendo además que el video musical está planeado para enfatizar sus voces, imagen y «la belleza de la ciudad». El video finalmente se estrenó en YouTube el 1 de febrero de 2017. Inna agradeció a su equipo en una entrevista: «Es un placer filmar el video en México, un lugar en este mundo donde siento el amor y la amabilidad de la gente. Además, he trabajado con amigos, personas en las que confío y aprecio, como Edward Aninaru, John Perez y Khaled Mokhtar. Les agradezco su profesionalidad». El videoclip generó más de cinco millones de reproducciones en YouTube en una semana, a lo que la cantante respondió: «No esperaba una respuesta tan positiva en tan poco tiempo, por lo que quiero agradecer a mis fans en todo el mundo. Espero que "Gimme Gimme" los haga Feliz y les de energía todos los días».

### Sinopsis y recepción
El clip comienza con unas tomas de San Miguel de Allende y una pareja de pie cerca uno del otro. Posteriormente, se ve a un hombre transportando globos delante de Inna, quien se inclina sobre un automóvil Volkswagen Tipo 1 con un traje de lana amarillo de Max Mara, valorado en alrededor de 6350 lei. El hombre en el vehículo fue predicho por Celebmix a partir de un video teaser como su interés amoroso. A continuación, la cantante camina por la ciudad, encontrándose con un puesto de plátanos, una anciana con ropa tradicional y una piñata, que finalmente rompe. Ella lleva una falda negra diseñada por Jean Paul Gaultier. Posteriormente, la cantante y dos compañeras con abanicos de mano actúan frente a la entrada de un edificio; Inna lleva una camiseta con volantes diseñada por Johanna Oritz, con un valor de $850, junto con unos Aretes Samurai de Dsquared24, con un valor de $142. En la última escena del video, la cantante y una multitud de personas se muestran festejando «satisfechos» y «entusiasmados» por la noche. Escenas intercaladas a través de la trama principal la retrata con bailarines de fondo (uno de los cuales es Nadd Hu) actuando frente a fondos rojos y azules, y la cantante parada frente a una puerta vieja o un ventilador. Algunas escenas se reproducen al revés a lo largo del videoclip.
El sitio web rumano YaBB Music señaló influencias «románticas» en el video. Currinn, de Celebmix, describió el video musical como «completo con colores primarios brillantes» y escribió que Inna «[se ve] tan impresionante como siempre. Ella trae su presencia en el escenario habitual a este video musical. Brillante, hermosa y definitivamente genial». En su propio sitio web, también escribió que el videoclip está «lleno de sonidos de verano y magníficos efectos visuales que lo entusiasman durante el verano» y que «Inna es elegantemente sexy». Currinn le otorgó cuatro de cinco estrellas, concluyendo que «este video funciona totalmente, aunque es una pena que no haya un elemento romántico en él». Urban.ro dijo que el video musical está «lleno de marcos coloridos que nos hacen pensar en el verano», mientras que el sitio web ruso Zircular señaló la ausencia de una trama y declaró que Inna «se enfoca en la audiencia masculina». ZU TV escribió que «[la cantante] y sus bailarinas calientan el ambiente y te dan ganas de divertirte». El video musical fue exitoso en la televisión rumana, alcanzando el número ocho en la lista TV Airplay Chart de Media Forest en abril de 2017.

## Promoción y desempeño comercial
Inna interpretó versiones acústicas de la canción el 16 de febrero de 2017 para la emisora de radio rumana Kiss FM, y el 5 de abril de 2017 para Radio ZU. En la última ocasión, también estrenó un tema inédito llamado «Me gusta». Inna apoyó aún más el sencillo con presentaciones en Chile, México, Países Bajos, Rumania, España y Turquía. En diciembre de 2019, ella interpretó la pista en O Ses Türkiye. «Gimme Gimme» debutó en el puesto número 94 en el Airplay 100 de Rumania para la semana del 12 de febrero de 2017 y ascendió 45 posiciones al número 49 en su segunda semana. Continuó ascendiendo hasta que alcanzó el número 16 el 9 de abril de 2017. En la lista Club 40 de Francia, «Gimme Gimme» ingresó en el número 25 el 17 de marzo de 2017 y alcanzó el número 17 el 14 de abril de 2017. También alcanzó el número cinco en Turquía, el número 24 en la lista Dance Top 50 de Polonia, y el número tres en la lista Commercial Pop de Music Week en el Reino Unido.

## Formatos
- Descarga digital[34]

| Gimme Gimme — Single |               |          |  |
| N.º                  | Título        | Duración |  |
| 1.                   | «Gimme Gimme» | 2:57     |  |

| EP de remezclas |                                                             |          |  |
| N.º             | Título                                                      | Duración |  |
| 1.              | «Gimme Gimme» (Edición de Radio)                            | 2:57     |  |
| 2.              | «Gimme Gimme» (Remezcla de Andros)                          | 2:43     |  |
| 3.              | «Gimme Gimme» (Remezcla de Armageddon Turk Says No)         | 3:13     |  |
| 4.              | «Gimme Gimme» (Remezcla de Dj Dark & MD Dj)                 | 3:05     |  |
| 5.              | «Gimme Gimme» (Remezcla de Ness)                            | 2:58     |  |
| 6.              | «Gimme Gimme» (Remezcla de Sak Noel)                        | 3:07     |  |
| 7.              | «Gimme Gimme» (Remezcla de Dirty Nano)                      | 4:14     |  |
| 8.              | «Gimme Gimme» (Remezcla de Timmy Rise & Barington Lawrence) | 4:13     |  |

## Posicionamiento en listas
| Francia     | Club 40            | 17 |
| Polonia     | Dance Top 50       | 24 |
| Reino Unido | UK Commercial Pop  | 5  |
| Rumania     | Airplay 100        | 16 |
| Rumania     | Romania TV Airplay | 8  |
| Turquía     | Number One Top 40  | 5  |

| Rumania | Airplay 100 | 96 |

## Historial de lanzamiento
| Región | Fecha                | Formato(s)       | Discográfica   |
| ------ | -------------------- | ---------------- | -------------- |
| Mundo  | 1 de febrero de 2017 | Descarga digital | Roton • Global |